# Jessica Samuelsson (athlétisme)
Pour les articles homonymes, voir Jessica Samuelsson.
Jessica Samuelsson (née le 14 mars 1985 à Boo) est une athlète suédoise spécialiste de l’heptathlon.

## Carrière
Elle est mariée au coureur de 400 m Johan Wissman et attendent leur premier enfant pour septembre 2017.

## Palmarès
| Date | Compétition                    | Lieu      | Résultat | Marque    |
| ---- | ------------------------------ | --------- | -------- | --------- |
| 2007 | Championnats du monde          | Osaka     | 29e      | 5 745 pts |
| 2009 | Universiade                    | Belgrade  | 1re      | 6 004 pts |
| 2009 | Championnats du monde          | Berlin    | 16e      | 5 885 pts |
| 2010 | Championnats d'Europe          | Barcelone | 10e      | 6 146 pts |
| 2011 | Championnats d'Europe en salle | Paris     | 5e       | 4 497 pts |
| 2011 | Championnats du monde          | Daegu     | 14e      | 6 119 pts |
| 2012 | Championnats d'Europe          | Helsinki  | 5e       | 6 262 pts |
| 2012 | Jeux olympiques                | Londres   | 12e      | 6 300 pts |

## Records
| Épreuve          | Performance | Lieu     | Date          |
| ---------------- | ----------- | -------- | ------------- |
| Saut en longueur | 6,32 m      | Västerås | 1er août 2008 |
| Heptathlon       | 6 300 pts   | Londres  | 4 août 2012   |